# Arboretum de l'Hermet
El Arboreto del Hermet ( en francés: Arboretum de l'Hermet) es un arboreto de 3 hectáreas de extensión, en Riotord, Francia.

## Localización
El Arboretum de l'Hermet se encuentra a una altitud de 1000 m s. n. m., y aunos 6 km este de Riotord
Arboretum de l'Hermet forêt de l'Hermet, Riotord, Département de Haute-Loire, Auvergne, France-Francia.
Planos y vistas satelitales.45°13′57″N 4°24′10″E / 45.23250, 4.40278
Se encuentra abierto todos días de la semana en los meses cálidos del año. 

## Historia
El arboreto fue establecido en 1998 
El principal objetivo es experimentar con especies de árboles, para el enriquecimiento de los recursos forestales. 
Pero también el inicio del conocimiento del entorno forestal para el público en general y para los escolares.

## Colecciones
Actualmente alberga especies introducidas tales como Sequoiadendron giganteum, Quercus rubra, Larix kaempferi, Piceas, y Abies.